# Café aux œufs

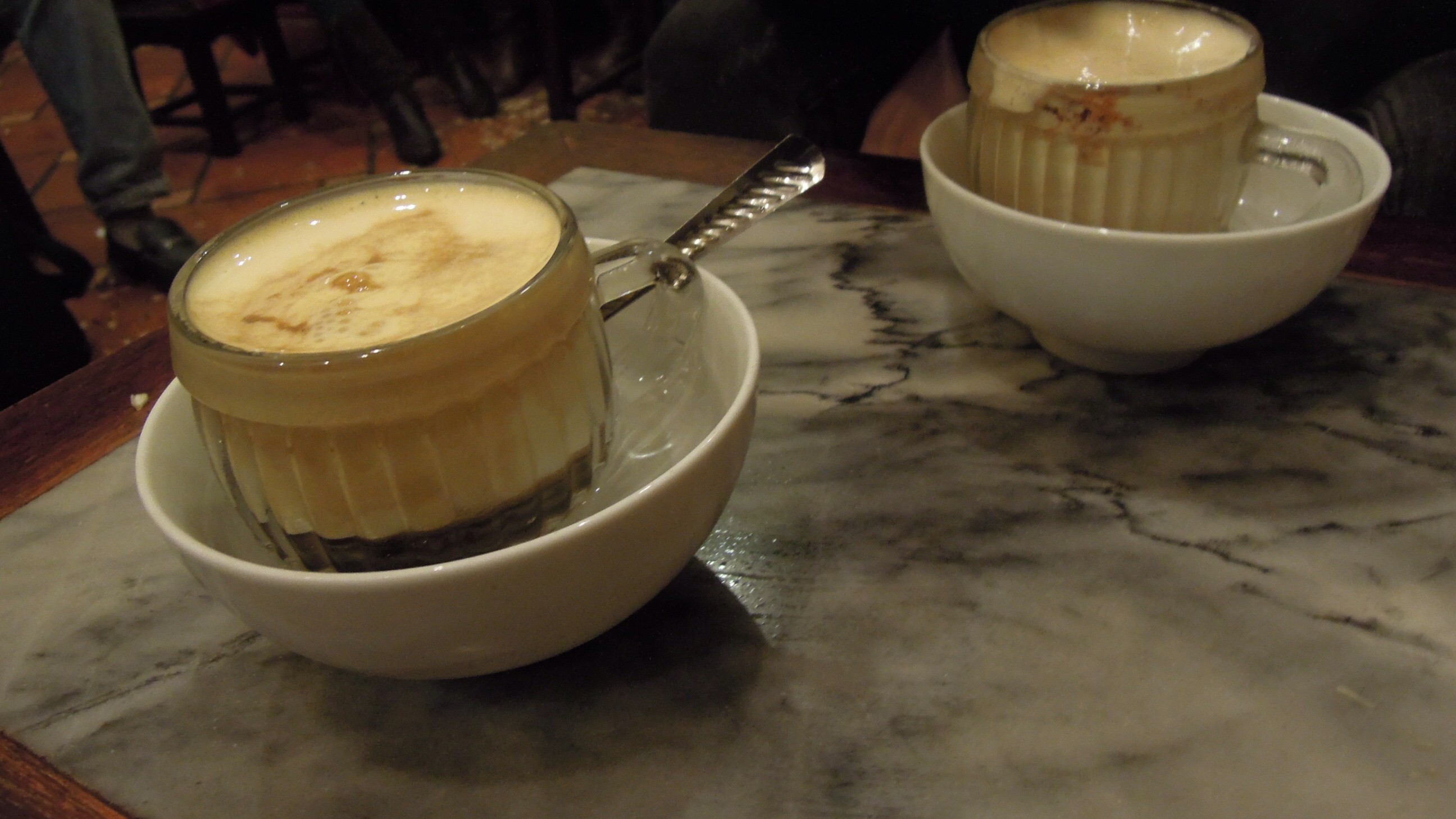
Le café aux œufs

Le café aux œufs (en vietnamien : cà phê trứng) est une boisson vietnamienne préparée traditionnellement avec des jaunes d’œufs, du sucre, du lait concentré et du café robusta. La boisson est préparée en battant les jaunes d'œufs avec du sucre et du café, puis en extrayant le café dans la moitié de la tasse, suivi d'une quantité similaire de crème aux œufs préparée en chauffant et en battant les jaunes.
La boisson est servie dans les cafés de Hanoi et de Ho Chi Minh-Ville et est devenue un aliment de base depuis les années 1950, un barista le décrivant comme figurant dans « chaque menu de café ». Le café Giang à Hanoi, en particulier, est réputé pour ses boissons à base de jaune d’œuf, de café en poudre, de lait concentré et éventuellement de fromage. La tasse est servie dans un bol d'eau chaude pour conserver sa température. Le fils du fondateur du café affirme que son père a développé la recette de la boisson lorsque le lait était rare au Vietnam, remplaçant le produit laitier par du jaune d’œuf.

## Étymologie
Le café aux œufs traduit du vietnamien (cà phê trứng), le mot café tire son origine du lac Kaffa en Éthiopie, puis apparaît sous le nom de qahwa au Yémen sur les rives de la mer Rouge.

## Histoire
Le café aux œufs est une spécialité originaire d'Hanoï, la capitale du Viêt Nam. Le Vietnam est le deuxième producteur de café après le Brésil. Le café aux œufs a été inventé aux alentours de 1920 par M. Nguyen Van Giang lorsqu’il était barman pour le prestigieux hotel Sofitel Legend Metropole Hanoi hotel.
Durant la guerre d’Indochine[Passage contradictoire] le lait était une denrée rare, c’est pourquoi la recette de base du cappuccino a été modifiée pour donner le café aux œufs. En effet le lait était un produit rare au début du XXe siècle, Nguyen Van Giang l'a donc remplacé par le jaune d’œuf qu'il a mêlé au café.

## Les dérivés du café aux œufs
Autrefois, le café Giang ne servait que du café aux œufs. C’est Nguyen Tri Hoa, le fils de Nguyen Van Giang, qui a inventé plus tard quelques dérivés « Le café Giang » comme le chocolat aux œufs, la boisson au haricot mungo et aux œufs, ou la bière aux œufs.